# Pedernal (Entre Ríos)
Pedernal es una localidad y comuna de 2ª categoría del distrito Yeruá del departamento Concordia en la provincia de Entre Ríos, República Argentina. Se halla a 1 km de la ruta nacional 14, la cual es su principal vía de comunicación, vinculándola al norte con Concordia y al sur con Colón.
La localidad se formó a partir de la estación Pedernal del ferrocarril, alrededor de la cual hacia 1908 se asentó la colonia judía Santa Isabel, con colonos provenientes del área de Basavilbaso. Al año siguiente ya funcionaba una escuela en el lugar. Hasta la década de 1940 la estación y la colonia judía fueron frecuentemente conocidos como Pedermar, debido a las dificultades de pronunciación de los colonos judíos. El nombre fue utilizado también por el circuito electoral hasta su cambio a Pedernal.
La población de la jurisdicción de la junta de gobierno era de 648 personas según el censo de octubre de 2010, de los cuales 342 eran varones. La población de la localidad, es decir sin considerar el área rural, era de 315 personas en 1991 y de 409 en 2001. La población de la jurisdicción de la junta de gobierno era de 544 habitantes en 2001.
Luego del retorno de la democracia la primera junta de gobierno designada para Pedernal fue por decreto 2656/1984 MGJE del 26 de julio de 1984. La segunda por decreto 2797/1985 MGJE del 31 de julio de 1985. La tercera por decreto 4860/1990 MGJOSP del 14 de noviembre de 1990. Por decreto 2945/1991 MGJOSP del 4 de julio de 1991 fue designado un interventor para la junta de gobierno. La cuarta junta de gobierno fue designada por decreto 2588/1992 MGJE del 29 de mayo de 1992. La quinta (1 presidente, 4 vocales titulares, 2 vocales suplentes) por decreto 3191/1996 MGJE del 30 de agosto de 1996.
El 18 de marzo de 2007 fue elegida la primera junta de gobierno electiva de Pedernal tras la reforma de la ley N.º 7555, compuesta por 1 presidente, 7 vocales titulares, y 3 vocales suplentes. Fue utilizado el circuito electoral 251-Pedernal. La segunda fue elegida el 23 de octubre de 2011.
Los límites jurisdiccionales de la junta de gobierno fueron fijados por decreto 2554/2001 MGJ del 24 de julio de 2001, apoyándose en los arroyos Grande y Rabón. Al este limita con el departamento San Salvador, al sur con el departamento Colón, al norte con Clodomiro Ledesma, y al este con Nueva Escocia.
La junta de gobierno fue elevada a la categoría II por decreto 2991/2001 MGJ del 21 de agosto de 2001.
La zona permitió el desarrollo de cítricos y forestales además de los habituales productos de granja. La escuela secundaria se creó en 2000.

## Comuna
La reforma de la Constitución de la Provincia de Entre Ríos que entró en vigencia el 1 de noviembre de 2008 dispuso la creación de las comunas, lo que fue reglamentado por la Ley de Comunas n.º 10644, sancionada el 28 de noviembre de 2018 y promulgada el 14 de diciembre de 2018. La ley dispuso que todo centro de población estable que en una superficie de al menos 75 km² contenga entre 400 y 700 habitantes, constituye una comuna de 2ª categoría. La Ley de Comunas fue reglamentada por el Poder Ejecutivo provincial mediante el decreto 110/2019 de 12 de febrero de 2019, que declaró el reconocimiento ad referéndum del Poder Legislativo de 21 comunas de 2ª categoría con efecto a partir del 11 de diciembre de 2019, entre las cuales se halla Pedernal. La comuna está gobernada por un departamento ejecutivo y por un consejo comunal de 6 miembros, cuyo presidente es a la vez el presidente comunal. Sus primeras autoridades fueron elegidas en las elecciones de 9 de junio de 2019.